# Altetopfstraße 2 (Quedlinburg)

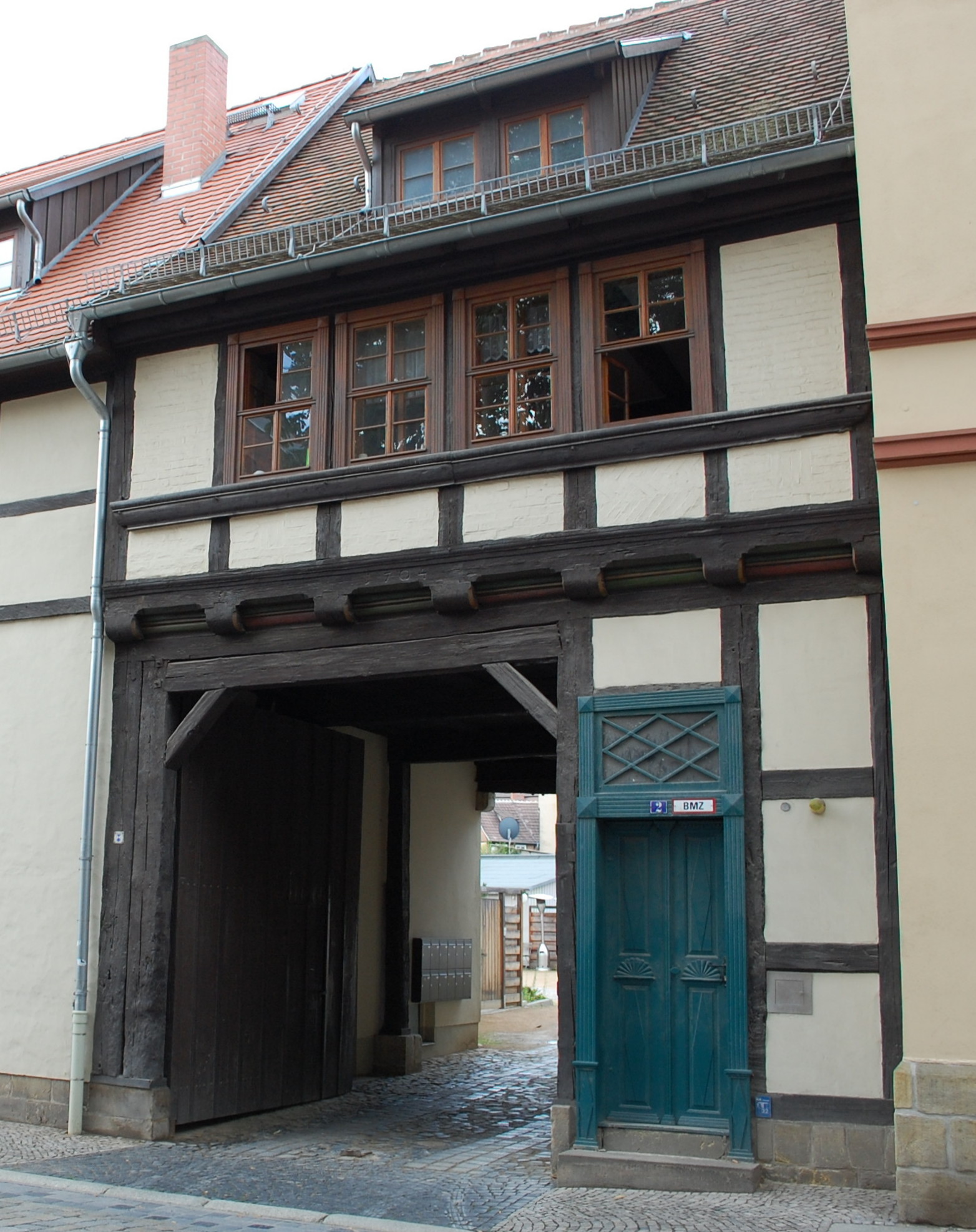
Altetopfstraße 2

Das Haus Altetopfstraße 2 ist ein denkmalgeschütztes Gebäude in der Stadt Quedlinburg in Sachsen-Anhalt.

## Lage
Das Gebäude befindet sich südlich der historischen Quedlinburger Altstadt. Das Haus ist im Quedlinburger Denkmalverzeichnis als Ackerbürgerhaus eingetragen und gehört zum UNESCO-Weltkulturerbe.

## Architektur und Geschichte
Das Fachwerkhaus war das Torhaus einer Hofanlage, von der jedoch keine weiteren Gebäude erhalten sind. Es entstand nach einer Datierung im Jahr 1704. Bemerkenswert ist eine altertümliche Fensterreihung. An der Fassade finden sich Fasenbalkenköpfe. Es ist das späteste Vorkommen dieses Gestaltungselements in Quedlinburg. Weitere Zierelemente sind eine profilierte Brüstungsbohle und eine in Resten erhaltene Zierausmauerung der Gefache.
Westlich der Tordurchfahrt befindet sich eine beschnitzte Hauseingangstür mitsamt Oberlicht, die in der Zeit um 1820 entstand.
In den Jahren 1980 bis 1986 wurde das Gebäude gemeinsam mit dem weiter östlich gelegenen Haus Weißer Engel und einem dazwischen errichteten Neubau Altetopfstraße 1 zum Sitz des VEB Denkmalpflege für den Bezirk Halle ausgebaut.